# Vettius Gratus
 (juin 2016).
Vettius Gratus (fl. 250) était un homme politique de l'Empire romain.

## Vie
Il est le fils de Gaius Vettius Gratus Sabinianus et de sa femme, une Attica.
Il fut consul en 250 avec pour collègue l'empereur Dèce.